# Paul Blackburn
Pour les articles homonymes, voir Blackburn (homonymie).
Paul Blackburn (né le 4 décembre 1993 à Antioch, Californie, États-Unis) est un lanceur droitier des Athletics d'Oakland de la Ligue majeure de baseball.

## Carrière
Paul Blackburn est le 56e athlète choisi au total par un club de la Ligue majeure de baseball lors du repêchage amateur de 2012. Dernier des trois joueurs réclamés au premier tour de sélection du repêchage par les Cubs de Chicago, Blackburn est un choix que cette équipe reçoit des Rays de Tampa Bay pour la perte après la saison 2011 de Carlos Peña, un agent libre qui avait décidé de quitter les Cubs.
Blackburn joue de 2012 à 2016 en ligues mineures avec des clubs affiliés aux Cubs de Chicago.
Le 20 juillet 2016, les Cubs échangent Blackburn et le joueur de premier but Dan Vogelbach aux Mariners de Seattle en retour du lanceur de relève gaucher Mike Montgomery et du lanceur droitier des ligues mineures Jordan Pries. Blackburn termine la saison de baseball 2016 avec les Generals de Jackson, le club-école de niveau Double-A des Mariners. Le 12 novembre 2016, Seattle échange Blackburn aux Athletics d'Oakland contre Danny Valencia.
Blackburn fait ses débuts dans le baseball majeur le 1er juillet 2017 comme lanceur partant des Athletics d'Oakland face aux Braves d'Atlanta. Le 6 juillet suivant, il remporte face à Seattle sa première victoire dans les majeures.